# Nigel Marlin Balchin
Nigel Marlin Balchin, britanski general, pisatelj in scenarist, * 3. december 1908, † 17. maj 1970.